# Delčev
Delčev je priimek več znanih oseb:
- Aleksandar Delčev (*1971), bolgarski šahovski velemojster
- Goce Delčev (1872—1903), makedonski (ali bolgarski) revolucionar
- Stojan Delčev (*1959), bolgarski telovadec